# Hycleus designatus
Hycleus designatus es una especie de coleóptero de la familia Meloidae.

## Distribución geográfica
Habita en Egipto y en Etiopía.